# 辺見昌樹
辺見 昌樹（へんみ まさき、1986年8月14日 - ）は、東京都世田谷区出身の元サッカー選手、サッカー指導者。
ポジションはセンターハーフ、サイドバック。

## 経歴
桐朋高等学校在学中に親の転勤の為アメリカ・ニューメキシコ州に移住。Las Cruces High Schoolに通いながら当時の名門、NM Strikers FCに所属。同クラブではエドガー・カスティージョとプレーしていた。
大学へ進学後はColorado School of MinesとUniversity of New Mexicoでプレー。またコロラド・ラピッズU-23にも所属しキャプテンとして活躍。トップチームのサテライトチームにも帯同。木村光佑とも親交がある。
2009年には同じMLSチームをトップに持つポートランド・ティンバーズU-23へ移籍。
2010年にはドイツのViktoria 08 Arnoldsweilerに移籍。9試合に出場。
2011年3月にSevilla FC Puerto Ricoと契約し、プエルトリコで日本人初のサッカー選手として活躍。
同年7月にラトビア・ヴィルスリーガのFBグルベネと契約。
2012年2月にアメリカに戻り、ロチェスター・ライノスと契約。
2013年に現役を引退し指導者に転身。
2021年、INAC神戸レオネッサのコーチに就任したが、同年7月31日、デンバー大学からの監督就任のオファーを受け退任した。
2024年1月11日、アメリカNWSLのシカゴ・レッドスターズ（現シカゴスターズFC）のアシスタントコーチに就任した。2025年4月30日、ローン・ドナルドソン監督の解任に伴い、シカゴスターズFCの暫定監督（インテリムコーチ）に就任した。暫定ではあっても日本人がNWSLチームの監督を務めるのは初。

## 所属クラブ
ユース経歴
- 桐朋高等学校
- NM Strikers FC(Las Cruces High School)
- 2006-2008年  コロラド・ラピッズU-23
- 2009年  ポートランド・ティンバーズU-23

プロ経歴
- 2010年  Viktoria 08 Arnoldsweiler
- 2011年  Sevilla FC Puerto Rico
- 2011年7月 - 2012年  FBグルベネ
- 2012年2月 - 2013年  ロチェスター・ライノス

## 個人成績
| 国内大会個人成績      | 国内大会個人成績          | 国内大会個人成績      | 国内大会個人成績      | 国内大会個人成績                  | 国内大会個人成績               | 国内大会個人成績 | 国内大会個人成績 | 国内大会個人成績 | 国内大会個人成績 | 国内大会個人成績 | 国内大会個人成績 |
| 年度                  | クラブ                    | 背番号                | リーグ                | リーグ戦                          | リーグ戦                       | リーグ杯         | リーグ杯         | オープン杯       | オープン杯       | 期間通算         | 期間通算         |
| 年度                  | クラブ                    | 背番号                | リーグ                | 出場                              | 得点                           | 出場             | 得点             | 出場             | 得点             | 出場             | 得点             |
| ドイツ                | ドイツ                    | ドイツ                | ドイツ                | リーグ戦                          | リーグ戦                       | リーグ杯         | リーグ杯         | DFBポカール      | DFBポカール      | 期間通算         | 期間通算         |
| --------------------- | ------------------------- | --------------------- | --------------------- | --------------------------------- | ------------------------------ | ---------------- | ---------------- | ---------------- | ---------------- | ---------------- | ---------------- |
| 2010                  | Viktoria 08 Arnoldsweiler | 8                     | Mittelrheinliga       | 9                                 |                                |                  |                  |                  |                  |                  |                  |
| プエルトリコ/アメリカ | プエルトリコ/アメリカ     | プエルトリコ/アメリカ | プエルトリコ/アメリカ | リーグ戦                          | リーグ戦                       | リーグ杯         | リーグ杯         | オープン杯       | オープン杯       | 期間通算         | 期間通算         |
| 2011                  | Sevilla FC Puerto Rico    | 3                     | PRSL/USL              | 8                                 |                                |                  |                  |                  |                  |                  |                  |
| ラトビア              | ラトビア                  | ラトビア              | ラトビア              | リーグ戦                          | リーグ戦                       | リーグ杯         | リーグ杯         | ラトビア杯       | ラトビア杯       | 期間通算         | 期間通算         |
| 2011                  | グルベネ                  |                       | ヴィルスリーガ        | 10                                | 0                              |                  |                  | 1                | 2                | 11               | 2                |
| 通算                  | ドイツ                    | ドイツ                | MLS                   | \|9\|\|\|\|\|\|\|\|\|\|\|\|\|\|\| |                                |                  |                  |                  |                  |                  |                  |
| 通算                  | プエルトリコ/アメリカ     | プエルトリコ/アメリカ | PRSL/USL              | \|8\|\|\|\|\|\|\|\|\|\|\|\|\|\|   |                                |                  |                  |                  |                  |                  |                  |
| 通算                  | ラトビア                  | ラトビア              | ヴィルスリーガ        | \|10                              | 0\|\|\|\|\|\|1\|\|2\|\|11\|\|2 |                  |                  |                  |                  |                  |                  |
| 総通算                | 総通算                    | 総通算                | 総通算                | \|\|\|\|\|\|\|\|\|\|\|\|\|\|\|    |                                |                  |                  |                  |                  |                  |                  |

## 指導歴
- 2012年 - 2016年  リアル・コロラドSC[1]
- 2016年 - 2020年  デンバー大学 コーチ[1]
- 2021年  INAC神戸レオネッサ コーチ[1]
- 2021年 -  デンバー大学 監督
- 2024年 -  シカゴ・レッドスターズ アシスタントコーチ
- 2025年 -  シカゴスターズFC 暫定監督